# بزرگ‌پینه‌پا
بزرگ‌پینه‌پاها (نام علمی: Megatylopus) نام یک سرده از سرده شتر است.